# Guglielmo II di Béarn
Guglielmo Raimondo, in spagnolo Guillermo, catalano Guillem, francese Guillaume e occitano Guilhèm (1185 – Maiorca, 12 settembre 1229), fu visconte di Béarn dal 1224 alla sua morte.

## Origine
Guglielmo di Moncada, secondo la La Vasconie. Tables Généalogiques, era figlio del signore di Moncada e Visconte di Béarn, Guglielmo Raimondo di Moncada e della moglie, che secondo lo studioso statunitense John C. Shideler, nella sua opera A Medieval Catalan Noble Family: the Montcadas 1000-1230, era la cugina, Guglielma di Castellvell.

Sempre secondo la La Vasconie. Tables Généalogiques, Guglielmo Raimondo di Moncada era figlio del signore di Moncada, Guglielmo di Moncada e della Viscontessa di Béarn, Maria, figlia del Visconte di Béarn, Pietro I e di Matella di Baux (1125 - 1175), figlia di Raimondo I di Baux, italianizzato in Raimondo I del Balzo, 4° signore di Les Baux, e di Stefanetta di Provenza, sorella minore di Dolce di Carlat, e figlia del visconte di Millau, di Gévaudan, e di Carlat, Gilberto I di Gévaudan e della Contessa di Provenza, Gerberga (come ci viene confermato dalle Note dell'Histoire Générale de Languedoc, Tome II).

## Biografia
Ancora secondo John C. Shideler, suo padre, Guglielmo Raimondo, aveva preso parte all'omicidio del vescovo di Tarragona, Berengario di Vilademuls, nel 1194, dovette lasciare il regno d'Aragona e vivere in esilio, abbandonando la famiglia, presso la quale non fece più ritorno, neanche quando fece ritorno in Aragona nel 1215, dopo la morte del fratello, Gastone VI di Béarn, per ereditare la viscontea di Bearn; suo fratello, Gastone VI, era morto, senza discendenza, nel 1214 o, nel 1215, come conferma anche la Renuncia bearnesa a Mixe y Ostabarret y Zuberoa.
Sua madre, Guglielma di Castellvell, dopo essere stata abbandonata, nel 1202, aveva sposato, in seconde nozze, il visconte di Narbona, Aimerico III, vivendo in Occitania sino al 1208, anno in cui si separò da Aimerico, e tornò a vivere in Aragona, dove viene citata con Guglielmo in diversi documenti.
Durante la crociata Albigese, Guglielmo si schierò a fianco del re d'Aragona, Pietro II, contro i Crociati, ma ancora secondo John C. Shideler, non fu presente alla battaglia di Muret, del 1213, dove Pietro II trovò la morte.

Dopo la sconfitta di Muret, Guglielmo fu tra coloro che si prodigarono per la liberazione dell'erede al trono (re in pectore) d'Aragona, il minorenne, Giacomo I, che avvenne l'anno seguente, per fare parte del consiglio di reggenza, divenendo procuratore per la Catalogna, nel 1219, mantenendo queste cariche per alcuni anni.

verso il 1223, Guglielmo entrò in conflitto con Giacomo I d'Aragona.

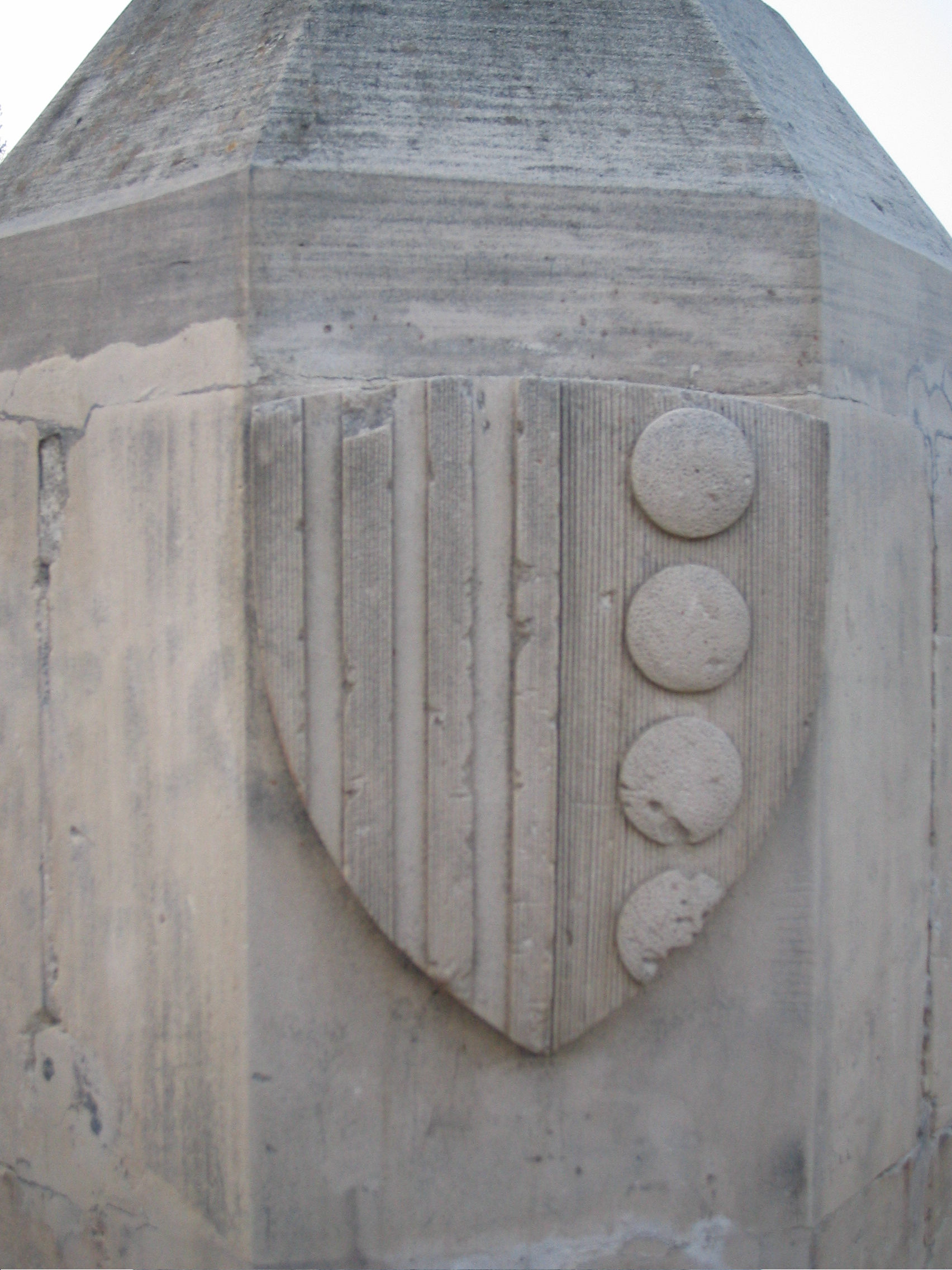
Cenotafio (Cruz de los Montcada) a Maiorca, dove morirono Guglielmo ed il cugino Raimondo

In quel periodo succedette al padre nella viscontea di Bearn. Essendo infermo a Olorón, il 17 febbraio 1224, suo padre, Guglielmo Raimondo, come penitenza per l'omicidio di Berengario di Vilademuls, fece ancora una donazione ai templari e agli Ospitalieri di San Giovanni di Gerusalemme e alle diocesi di Auch e di Tarragona, e alcuni giorni dopo morì. 
Guglielmo gli succedette come Guglielmo II.
Nel 1225, Guglielmo fece un accordo col conte di Champagne, Tebaldo, per appoggiarlo nella successione al re di Navarra, Sancho VII il Forte, e, nel 1228, prese l'impegno di rendere omaggio al re d'Inghilterra, Enrico III, in quanto duca di Guascogna.
Nel 1229, Guglielmo fece parte della spedizione per la conquista di Maiorca, morendo all'assedio di Madina Mayūrqa (oggi quartiere di Palma di Maiorca), nel mese di settembre.
Gli succedette il figlio maschio, Gastone, come Gastone VII.

## Matrimonio e discendenza
Ancora secondo la La Vasconie. Tables Généalogiques, Guglielmo, nel 1220, aveva sposato Garsenda di Provenza, figlia del conte di Provenza, Alfonso II e della moglie, l'erede della contea di Forcalquier, Garsenda di Sabran, figlia del Signore di Caylar e d'Ansouis, Raniero († dopo il 1209) appartenente alla famiglia de Sabran e di Garsenda di Forcalquier ( - prima del 1193), l'unica figlia del Conte di Forcalquier, Guglielmo IV d'Urgell e di Adelaide di Bezieres, di cui non si conoscono gli ascendenti.

Guglielmo da Garsenda di Provenza ebbe due figli:
- Gastone, Visconte di Béarn[18]
- Costanza, che sposò Diego López III de Haro, signore di Biscaglia[18].

### Fonti primarie
- (LA)  Histoire générale de Languedoc : avec des notes et les pièces justificatives. T. 2.

### Letteratura storiografica
- (FR)  LA VASCONIE.
- (FR)  Histoire générale de Languedoc, Notes, tomus II.
- (ES)  AUÑAMENDI EUSKO ENTZIKLOPEDIA, BEARN.
- (EN)  A Medieval Catalan Noble Family: the Montcadas 1000-1230, cap. 5
- (FR)  Histoire générale des Alpes Maritimes ou Cottiènes par Marcellin Fornier, Continuation, Tome I.